# Пантас, Карп Лукич
Карп Лукич Пантас - советский военный, государственный и политический деятель, генерал-майор.

## Биография
Родился в 1895 году. Член ВКП(б) с 1918 года.
С 1914 года - на военной службе, общественной и политической работе. В 1914-1946 гг. — токарь завода «Кубаноль», комиссар 4-й части рабоче-крестьянской милиции Екатеринодара, военком 1-й Кубанской революционной кавалерийской дивизии, военком 6-й кавалерийской дивизии, участник гражданской войны в составе 1-й Конной армии, начальник политотдела Туркестанской горной дивизии, военком, заместитель командира 11-го стрелкового корпуса 8-й армии Прибалтийского Особого военного округа по политической части, член Военного совета 52-й армии, член Военного совета 4-й армии Ленинградского/Волховского фронта, член Военного совета 32-й армии.
Избирался депутатом Верховного Совета СССР 1-го созыва. 
Умер в 1972 году.

## Награды
- Орден Ленина (21.02.1945);
- три ордена Красного Знамени (30.12.1930, 21.07.1944, 03.11.1944);
- Орден Красной Звезды (22.02.1938);
- юбилейная медаль «XX лет Рабоче-Крестьянской Красной Армии»;
- медаль «За оборону Ленинграда»;
- медаль «За победу над Германией в Великой Отечественной войне 1941—1945 гг.»;